# معارضة الإباحية
معارضة الإباحية قد تنبع من اعتراضات دينية أو مخاوف حركات النسوية أو من آثارها الضارة، مثل إدمان الإباحية. تقوم الحركات المناهضة للإباحية بالتحالف مع النشطاء الاجتماعيين الذين يظهرون معارضة الإباحية من المحافظين الاجتماعيين أو أنصار من يدعون للحد من الآثار الضارة على الصحة العمومية. ويختلف تعريف «إباحية» بين الدول والحركات، والكثير من الدول والحركات تقوم بالتمييز بين الإباحية، والتي يعارضونها، والشبقية التي يعتبرونها مقبولة. في بعض الأحيان ترى بعض الحركات المعارضة للإباحية بأن أشكال محددة من الإباحية سيكون لها إما ضرر بصورة أكبر أو ضرر بصورة أقل، في حين أن غيرهم من معارضي الإباحية لا يقومون بأي تمييز.
أفاد استطلاع لمؤسسة غالوب عام 2013، أنه ومن أصل جميع البالغين في الولايات المتحدة 66% اعتبروا الإباحية «خاطئة من الناحية الأخلاقية»، بينما اعتبر 33% أنها «مقبولة من الناحية الأخلاقية».

## الآراء الدينية
معظم ديانات العالم لها مواقف معارضة للإباحية، وذلك لمجموعة متنوعة من المبررات.

## الآراء النسوية
يعارض بعض النسويين الإباحية، ويرون أن هذه الصناعة تعمل على استغلال النساء، حيث يرون بأن الصناعة الإباحية متواطئة في العنف ضد المرأة، من خلال عمليتي الإنتاج (حيث يوجهون تهم انتشار وشيوع حوداث الإيذاء والاستغلال بحق النساء العاملات في مجال الإباحية)، ومن خلال عملية استهلاك المواد الإباحية (حيث يقولون أن الإباحية تُظهر وتصوّر الهيمنة وإذلال وإكراه المرأة على أنه جانب من جوانب الإثارة الجنسية، بالإضافة لتعزيز الإباحية للمواقف الجنسية والثقافية للمجرمين ممن يقومون بالاغتصاب والتحرش الجنسي). ويتهمون الإباحية بأنها تشارك في تحويل النساء لأشياء (سلع) تكون مركز اهتمام الذكور في المجتمع، وبالتالي وجود وقيام العنصرية على أساس الجنس.
فيما يبدي العديد من الناشطين في مجال الدفاع عن حقوق المرأة معارضتهم لفرض رقابة، ويجادلون لصالح سن تشريعات ضد الإباحية في الولايات المتحدة، ومن بينهم: بيتي فريدان وكيت ميليت وكارين ديكرو وويندي كامنير وجامايكا كينكايد. يدعم بعض نسويي حركة الجنس الإيجابي الإباحية التي تصوّر النشاط الجنسي للإناث بمنحى إيجابي، من غير تحويلها المرأة لمجرد شيء جنسي أو القيام بإهانتها.

## آراء معتمدة على الضرر
يعتبر دولف زيلمان أن مشاهدة المواد الإباحية بشكل كبير، تُنتج العديد من الآثار الاجتماعية السلبية، بما في ذلك تناقص الاحترام بين الأفراد في المجتمع على المدى الطويل، وانخفاض في علاقات الزواج الأحادي، وضعف الرغبة من أجل الإنجاب. ووصف زيلمان الأساس النظري لهذه النتائج التجريبية:
 من الواضح أن القيم التي يتم تمثيلها في الإباحية تصطدم مع مفهوم الأسرة، ويمكن لهذه القيم أن تُضعف القيم التقليدية التي تشجع على الزواج والعائلة والأطفال...النصوص الإباحية تسهب في الارتباطات الجنسية للأطراف التي التقت للتو، والذين ليس بينهم أي التزام أو ارتباط شخصي، والذين سيفترقون بعد فترة وجيزة، ولن يلتقوا مرة أخرى...الإرضاء الجنسي في الإباحية لا يرتبط بتعلق عاطفي، ولا باللطف أو الاهتمام، وخصوصاً بعدم وجود علاقة مستمرة، ومثل هذا الاستمرار الذي سيترجم في المسؤوليات والتكاليف.
أظهر بحث زيلمان أيضاً بأن التعرض للإباحية لمدة طويلة يقلل من حساسية كل من الرجال والنساء تجاه ضحايا العنف الجنسي. فبعد عرض أفلام إباحية، طلب من الخاضعين للتجربة اختيار حكم بعقوبة مناسبة لمغتصب. أوصى الأشخاص الخاضعين للتجربة بأحكام سجن كانت إلى حد كبير أكثر تساهلاً من مجموعة أخرى من الأشخاص الذين لم يقوموا بمشاهدة إباحية.
تم انتقاد سطر من بحث «آثار الإباحية: منظور دولي» يزعم بعض الباحثين فيه بأن الإباحية تسبب ضرر مؤكد في المجتمع، عبر ازدياد معدلات الاعتداء الجنسي. وعلى العكس من ذلك يزعم باحثون آخرون بوجود علاقة بين الإباحية وانخفاض الجرائم الجنسية.
يقف الباحث في دراسات الجنس والنوع الاجتماعي من جامعة تل أبيب ران غافريلي ضد مشاهدة الإباحة، لأنها تأخذ عنصر التواصل في العلاقة، ولأنها تقوم بخلق طلب عالمي حقيقي على المنتج.